# Va Sokthorn
Va Sokthorn (Le Creusot, 14 luglio 1987) è un ex calciatore francese naturalizzato cambogiano, di ruolo attaccante.

## Carriera

### Nazionale
Nel 2015 ha giocato 6 partite con la nazionale cambogiana, realizzandovi anche una rete.

## Statistiche

### Cronologia presenze e reti in nazionale
| Cronologia completa delle presenze e delle reti in nazionale ― Cambogia | Cronologia completa delle presenze e delle reti in nazionale ― Cambogia | Cronologia completa delle presenze e delle reti in nazionale ― Cambogia | Cronologia completa delle presenze e delle reti in nazionale ― Cambogia | Cronologia completa delle presenze e delle reti in nazionale ― Cambogia | Cronologia completa delle presenze e delle reti in nazionale ― Cambogia | Cronologia completa delle presenze e delle reti in nazionale ― Cambogia | Cronologia completa delle presenze e delle reti in nazionale ― Cambogia |
| Data                                                                    | Città                                                                   | In casa                                                                 | Risultato                                                               | Ospiti                                                                  | Competizione                                                            | Reti                                                                    | Note                                                                    |
| ----------------------------------------------------------------------- | ----------------------------------------------------------------------- | ----------------------------------------------------------------------- | ----------------------------------------------------------------------- | ----------------------------------------------------------------------- | ----------------------------------------------------------------------- | ----------------------------------------------------------------------- | ----------------------------------------------------------------------- |
| 12-3-2015                                                               | Phnom Penh                                                              | Cambogia                                                                | 3 – 0                                                                   | Macao                                                                   | Qual. Mondiali 2018                                                     | -                                                                       | 72’                                                                     |
| 17-3-2015                                                               | Taipa                                                                   | Macao                                                                   | 1 – 1                                                                   | Cambogia                                                                | Qual. Mondiali 2018                                                     | -                                                                       | 80’                                                                     |
| 2-6-2015                                                                | Phnom Penh                                                              | Cambogia                                                                | 1 – 1                                                                   | Laos                                                                    | Amichevole                                                              | -                                                                       | 65’                                                                     |
| 11-6-2015                                                               | Phnom Penh                                                              | Cambogia                                                                | 0 – 4                                                                   | Singapore                                                               | Qual. Mondiali 2018                                                     | -                                                                       | 46’                                                                     |
| 3-11-2015                                                               | Phnom Penh                                                              | Cambogia                                                                | 6 – 1                                                                   | Brunei                                                                  | Amichevole                                                              | 1                                                                       | 62’                                                                     |
| 12-11-2015                                                              | Teheran                                                                 | Afghanistan                                                             | 3 – 0                                                                   | Cambogia                                                                | Qual. Mondiali 2018                                                     | -                                                                       | 35’ 44’                                                                 |
| Totale                                                                  |                                                                         | Presenze                                                                | 6                                                                       |                                                                         | Reti                                                                    | 1                                                                       |                                                                         |

## Palmarès

### Club

#### Competizioni nazionali
- C-League: 1

Phnom Penh Crown: 2015